# Sonia Yaco
Sonia Yaco (ur. 1957 w Ann Arbor) – amerykańska działaczka społeczna i działaczka w obronie praw dziecka. W 1972 roku była kandydatem Partii Praw Człowieka do Kuratorium Oświaty w Ann Arbor w stanie Michigan. Miała wówczas 15 lat, w rezultacie czego stała się najmłodszym kandydatem w publicznych wyborach do Kuratorium Oświaty w Stanach Zjednoczonych.
W dniu 7 czerwca 1972 roku odbyła się rozprawa dotycząca możliwości kandydowania 15-latki do rady Kuratorium Oświaty stanu Michigan. Wniosek Yako poparty przez Partię Praw Człowieka, mimo spełnienia przez nią wymagań proceduralnych dla kandydata, został odrzucony przez sędziego sądu rejonowego. Wybory odbyły się 5 dni później, w dniu 12 czerwca 1972 roku, bez nazwiska Sonii Yaco na karcie do głosowania, jednak Yaco otrzymała osiem procent ogólnej liczby głosów poprzez dopisywanie jej nazwiska na karcie.
Partia Praw Człowieka złożyła pozew w sądzie rejonowym USA wschodniego Michigan przeciwko Sekretarz Stanu Michigan. Sąd jednak wyraźnie stwierdził, że osoby w wieku 15 lat nie powinny być kandydatami do pełnienia urzędów, głównie ze względu na obawy co do dojrzałości takich osób. Sprawa w końcu trafiła do Sądu Najwyższego, który podtrzymał orzeczenie niższej instancji.
Kampania Sonii Yaco stała się jednym z powodów otwarcia w niecały rok później, w Ann Arbor eksperymentalnej, alternatywnej „Wyższej Szkoły Społecznej”.
Po ukończeniu szkół niższych Sonia Yaco podjęła studia na Uniwersytecie Wisconsin–Madison na kierunkach archiwistyka i administracja.